# Геверле
Геверле (нід. Heverlee) — південна частина бельгійського міста Левен (до 1975 — окреме місто), розташованого у провінції Фламандський Брабант. Станом на 2007 рік населення Геверле становило 21,721 тис. осіб. Щільність населення — 1006 чол./км².

## Спорт
- Ауд-Геверле — футбольний клуб